# ماني إن ذا بانك (2014)
 ماني إن ذا بانك  هو أحد عروض المصارعة الشهرية الذي تقدمه شركة الدبليو دبليو أي، وقد عرض في 29 يونيو 2014 , وهو خامس عرض ماني إن ذا بانك على التوالي، وكان الحدث الرئيسي مباراة السلالم على بطولة الدبليو دبليو إي للعالم والوزن الثقيل الشاغر وفاز بها جون سينا.

## جدول المباريات
| الرقم | النتائج                                                                             | شروط المباراة                                                                 | الوقت |
| ----- | ----------------------------------------------------------------------------------- | ----------------------------------------------------------------------------- | ----- |
| 1     | ذا أوسو جيمي وجاي (ب) هزمو عائلة وايت لوك هاربر وإيريك رون                          | مباراة فرق على بطولة الفرق                                                    | 13:53 |
| 2     | بايج (مصارعة) (ب) هزمت نعومي (مع كامرون)                                            | مباراة فردية على بطولة الديفاز                                                | 7:02  |
| 3     | آدم روز هزم داميان سانداو                                                           | مباراة فردية                                                                  | 4:57  |
| 4     | سيث رولينز هزم دين امبروز، دولف زيجلر، روب فان دام، كوفي كنغستون، جاك سواجر         | مباراة ماني إن ذا بانك، مباراة العقد                                          | 23:10 |
| 5     | غولد وستارداست هزمو رايباكسل                                                        | مباراة فرق                                                                    | 8:15  |
| 6     | روسيف (مع لانا) هزم بيج اي                                                          | مباراة فردية                                                                  | 7:19  |
| 7     | ليلى هزمت سمر راي                                                                   | مباراة فردية وفاندانغو حكم المباراة                                           | 3:12  |
| 8     | جون سينا هزم كين، راندي أورتن، رومان رينز، شيمس، سيزارو والبيرتو ديل ريو وبراي وايت | مباراة ماني إن ذا بانك على بطولة الدبليو دبليو إي والعالم للوزن الثقيل الشاغر | 26:20 |

## روابط خارجية
- ماني إن ذا بانك على موقع IMDb (الإنجليزية)
- ماني إن ذا بانك على موقع قاعدة بيانات الفيلم (الإنجليزية)
- ماني إن ذا بانك على موقع كينوبويسك (الروسية)